# Classe Regina Margherita
A Classe Regina Margherita foi uma classe de couraçados pré-dreadnought operada pela Marinha Real Italiana, composta pelo Regina Margherita e Benedetto Brin. Suas construções começaram no fim do século XIX nos estaleiros de Castellammare di Stabia e La Spezia; o batimento de quilha do Regina Margherita ocorreu em novembro de 1898, enquanto do Benedetto Brin foi em janeiro do ano seguinte. Foram comissionados na frota italiana em 1904 e 1905. Os navios foram pensados para serem maiores, mais poderosos e mais rápidos que seus predecessores da Classe Ammiraglio di Saint Bon e que fossem capazes de enfrentar a Classe Habsburg da Áustria-Hungria.
Os dois couraçados da Classe Regina Margherita eram armados com uma bateria principal formada por quatro canhões de 305 milímetros montados em duas torres de artilharia duplas. Tinham um comprimento de fora a fora de 138,6 metros, boca de 23,8 metros, calado de nove metros e um deslocamento carregado de mais de catorze mil toneladas. Seus sistemas de propulsão eram compostos por 28 caldeiras a carvão que alimentavam dois motores de tripla-expansão, que por sua vez giravam duas hélices até uma velocidade máxima de vinte nós (37 quilômetros por hora). Os navios eram protegidos por um cinturão principal de blindagem de 152 milímetros de espessura na área central.
O Regina Margherita e o Benedetto Brin tiveram carreira ativas na frota italiana durante seus primeiros anos de serviço, frequentemente participando de diversos exercícios de treinamento. Ambos participaram da Guerra Ítalo-Turca entre 1911 e 1912, envolvendo-se em operações no Norte da África e no Mediterrâneo Oriental. Os dois navios pouco fizeram durante a Primeira Guerra Mundial devido a estratégias navais cautelosas tanto da Itália quanto da Áustria-Hungria. Ambos acabaram sendo usados como navios-escola. O Benedetto Brin explodiu em setembro de 1915 e afundando, enquanto o Regina Margherita bateu em uma mina em dezembro do ano seguinte e também naufragou.

## Desenvolvimento
A Marinha Real Italiana teve uma experiência negativa com os couraçados da Classe Ammiraglio di Saint Bon, que eram muito fracos para enfrentar couraçados estrangeiros e muito lentos para alcançarem cruzadores. A Marinha Real assim desejava um novo couraçado que voltasse para um tamanho maior e mais eficaz, particularmente para desafiar os novos navios da Classe Habsburg que estavam sendo construídos pela Marinha Austro-Húngara. Canhões principais de 305 milímetros, a arma padrão para a maioria das marinhas da época, voltou a ser adotada, mas blindagem foi sacrificada para que as embarcações pudessem alcançar velocidades elevadas. Consequentemente, a Classe Regina Margherita representava um tipo híbrido que misturava poder de fogo dos couraçados e velocidade dos cruzadores. Benedetto Brin, o Ministro da Marinha, inicialmente queria que os navios fossem armados com apenas dois canhões de 305 milímetros e doze canhões de 203 milímetros, porém o general de brigada Ruggero Alfredo Micheli alterou o projeto depois da morte de Brin em 1898 para ter quatro armas de 305 milímetros e quatro canhões de 203 milímetros.

## Projeto

### Características

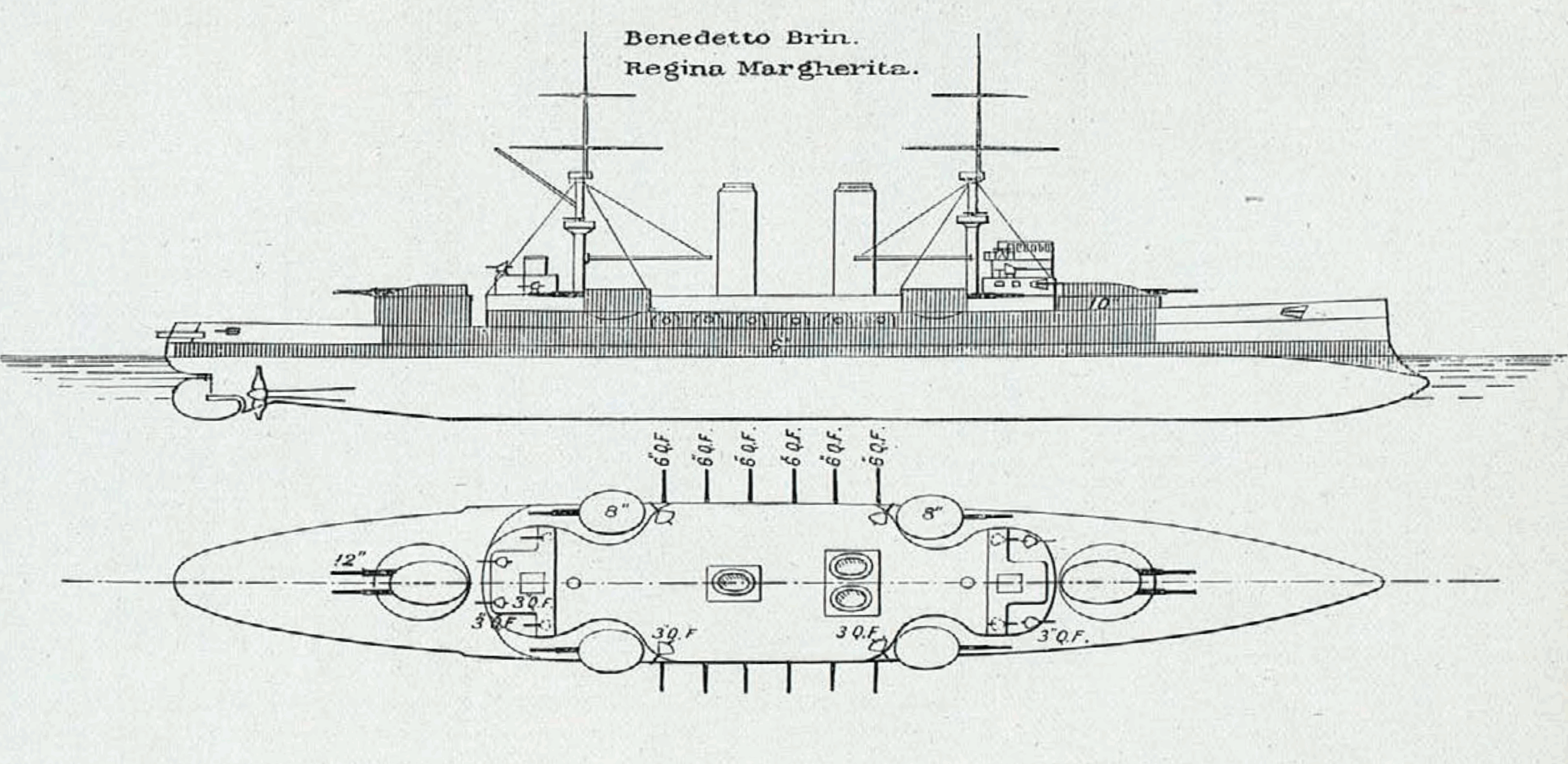
Desenho da Classe Regina Margherita

Os dois couraçados da Classe Regina Margherita tinham 130 metros de comprimento da linha de flutuação e 138,65 metros de comprimento de fora a fora. Tinham uma boca de 23,84 metros e um calado de 8,81 metros no Regina Margherita e de nove metros do Benedetto Brin. Ambos tinham um deslocamento normal de 13 427 toneladas, enquanto o deslocamento carregado era de 14 319 toneladas no Regina Margherita e 14 937 toneladas no Benedetto Brin. Os cascos tinham um fundo duplo.
As embarcações tinham uma superestrutura grande que incluía duas torres de comando com pontes de comando, uma à vante e outra à ré, um arranjo incomum para navios da época. Eles foram construídos com uma proa com rostro e um castelo de proa elevado. Tinham dois mastros, ambos com gáveas; o mastro do traquete ficava localizado diretamente à ré da torre e ponte de comando de vante. O tamanho das tripulações variaram no decorrer de suas carreiras, ficando entre 812 e novecentos oficiais e marinheiros.
Os sistemas de propulsão consistia em 28 caldeiras de tubos d'água a carvão que alimentavam dois motores de tripla-expansão, cada um girando uma hélice. As caldeiras do Regina Margherita eram do modelo Niclausse e do Benedetto Brin eram Belleville. A exaustão era despejada por três chaminés, duas das quais ficavam lado a lado A potência indicada do Regina Margherita era de 22,1 mil cavalos-vapor (16 250 quilowatts), enquanto a do Benedetto Brin era de 20 764 cavalos-vapor (15 268 quilowatts). Os dois tinham uma velocidade máxima de vinte nós (37 quilômetros por hora) e autonomia dez mil milhas náuticas (dezenove mil quilômetros) a dez nós (dezenove quilômetros por hora).

### Armamento e blindagem
O armamento principal consistia em quatro canhões calibre 40 de 305 milímetros em duas torres de artilharia duplas, uma à vante e outra à ré da superestrutura. As torres tinham um arco de disparo de trezentos graus e os canhões podiam elevar até vinte graus e abaixar até cinco graus negativos. Disparavam projéteis perfurantes de 417 quilogramas a uma velocidade de saída de 780 metros por segundo para um alcance de vinte quilômetros em elevação máxima. A cadência de tiro era de um disparo por minuto.
A bateria secundária tinha quatro canhões calibre 40 de 203 milímetros em casamatas nos cantos das superestruturas, mais uma bateria terciária de doze canhões calibre 40 de 152 milímetros em casamatas nas laterais do casco. A defesa contra barcos torpedeiros tinha vinte canhões calibre 40 de 76 milímetros. Também eram equipados com dois canhões de 47 milímetros, dois canhões de 37 milímetros e duas metralhadoras Maxim de 10 milímetros. Por fim, tinham quatro tubos de torpedo de 450 milímetros submersos.
A blindagem era feita de aço Harvey produzido em Terni. O cinturão principal tinha 152 milímetros de espessura, enquanto o convés tinha 79 milímetros. A torre de comando e as casamatas também eram protegidas por 152 milímetros. As torres de artilharia tinham laterais com 203 milímetros de espessura. O carvão também era usado como parte do sistema de proteção, incluindo uma camada que tinha a intenção de proteger as partes internas dos navios de danos subaquáticos de torpedos e minas navais.

## Navios
| Navio             | Construtor                                | Batimento              | Lançamento            | Finalização            | Destino                           |
| ----------------- | ----------------------------------------- | ---------------------- | --------------------- | ---------------------- | --------------------------------- |
| Regina Margherita | Arsenal de La Spezia                      | 20 de novembro de 1898 | 30 de maio de 1901    | 14 de abril de 1904    | Afundou em 11 de dezembro de 1916 |
| Benedetto Brin    | Estaleiro Real de Castellammare di Stabia | 30 de janeiro de 1899  | 7 de novembro de 1901 | 1º de setembro de 1905 | Afundou em 27 de setembro de 1915 |

## Carreiras

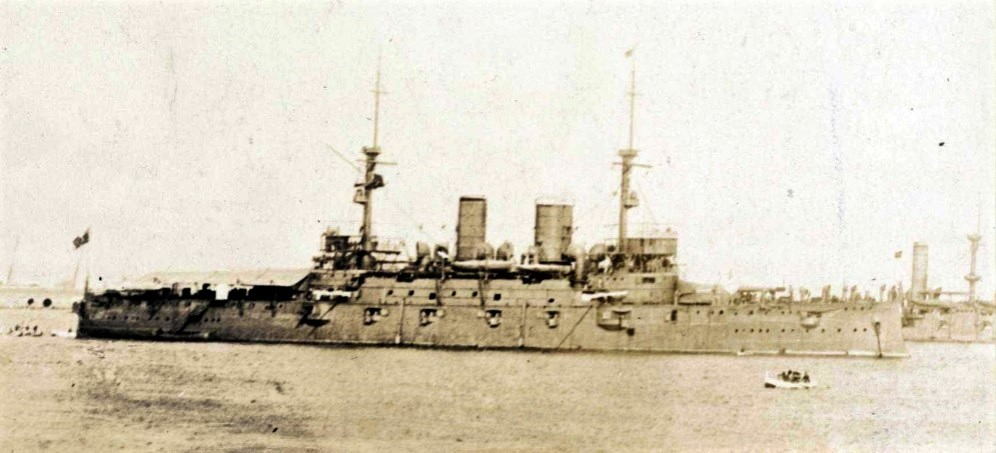
O Bendetto Brin

Os dois couraçados permaneceram na esquadra ativa durante seus primeiros anos de serviço, participando da rotina de treinamentos de rotina da frota em tempos de paz. O Regina Margherita frequentemente atuou como capitânia da frota até a finalização dos novos couraçados da Classe Regina Elena. A Itália declarou guerra contra o Império Otomano em 29 de setembro de 1911, iniciando a Guerra Ítalo-Turca. Os dois navios combateram na guerra como parte da 3ª Divisão da 2ª Esquadra. O Benedetto Brin participou de um ataque contra Trípoli em outubro de 1911, com os dois navios depois se envolvendo em uma campanha para tomar a ilha de Rodes.
A Primeira Guerra Mundial começou em 1914 e a Itália inicialmente se manteve neutra, mas a Tríplice Entente conseguiu convencer o país a entrar na guerra contra a Áustria-Hungria e Alemanha em 1915. Italianos e austro-húngaros mantiveram uma estratégia naval cautelosa nas águas confinadas do Mar Adriático, assim os dois couraçados nunca entraram em combate. O Benedetto Brin foi usado de navio-escola em Brindisi até ser destruído por uma explosão interna em 27 de setembro de 1915, com 454 tripulantes morrendo. O Regina Margherita também foi usado como navio-escola, mas bateu em uma mina naval alemã na noite de 11 para 12 de dezembro de 1916 e afundou, com 675 homens morrendo.

### Citações
1. ↑  Hore 2006, pp. 79–80.
2. 1 2 3 4 5 6 7 8 9 10 11 12 13 14 15  Fraccaroli 1979, p. 343.
3. 1 2 3  Phelps 1901, p. 73.
4. ↑   «Italy 12"/40 (30.5 cm)». NavWeaps. Consultado em 22 de maio de 2024
5. ↑  Brassey 1908, p. 52.
6. ↑  Leyland 1908, pp. 77–78.
7. ↑  Beehler 1913, pp. 6, 9, 66–68.
8. ↑  Halpern 1995, pp. 140–142.
9. ↑  Hocking 1990, p. 79.
10. ↑  Hocking 1990, p. 583.